# Sitio de Útica (204 a. C.)
El sitio de Útica fue un asedio durante la segunda guerra púnica entre la República romana y Cartago en el 204 a. C. El general romano Escipión el Africano sitió Útica, intentando utilizarla como base de suministros para su campaña contra Cartago en el norte de África. Lanzó repetidos y coordinados asaltos del ejército y la marina a la ciudad, todos los cuales fracasaron. La llegada de un gran ejército de socorro cartaginés y numidiano bajo el mando del general cartaginés Asdrúbal Giscón y el rey numidiano Sifax a finales de otoño obligó a Escipión a romper el asedio después de 40 días y retirarse a la costa.

## Antecedentes
Después de un viaje de tres días desde Sicilia, el ejército de Escipión de 35 000 hombres desembarcó cerca del Cabo Farina, a dieciséis millas al noreste de la ciudad de Utica, causando pánico a los civiles cartagineses en el campo, que huyeron rápidamente a las ciudades. Cartago disponía de 14 200 hombres inexpertos, que comprendían 13 000 de infantería y 1200 de caballería, situados a 25 millas tierra adentro bajo el mando del general Asdrúbal Giscón. El senado cartaginés emitió inmediatamente una orden de movilización general y pidió ayuda a Sifax. Asdrubal reclutó más caballería y adquirió 4000 caballos de los numidianos. Escipión el Africano se movió tierra adentro, capturando una línea de cresta y descargando hombres, caballos y suministros en una cabeza de playa, estableció guardias y puestos de avanzada y envió fuerzas de caballería para reconocer, quemar y saquear las granjas y propiedades cartaginesas. Un escuadrón de caballería cartaginés de 1000 hombres bajo el aristócrata Hanón, enviado para observar y acosar a Escipión, fue derrotado por la caballería romana y Hanón fue asesinado. El ejército romano luego capturó una ciudad cercana. Las ricas tierras de cultivo cartaginesas fueron saqueadas por los romanos y 8000 personas, tanto civiles como esclavos cartagineses, fueron secuestrados y enviados a Sicilia como rehenes, junto con un considerable botín.

## El sitio
Escipión se trasladó a Útica y estableció sus fuerzas en una línea de colinas a una milla de ella. La flota romana intentó bloquear el puerto de Utica. La intención de Escipión era capturar la antigua ciudad portuaria fenicia y convertirla en una base de suministros para sus futuras operaciones. Escipión llevaba consigo motores de asedio y artillería, recibió más artillería como refuerzos de Sicilia e hizo que los artesanos construyeran más artillería en un arsenal. El asalto directo a las murallas fue repelido a pesar de que estaba apoyado por las máquinas de asedio y la flota romana, por lo que los romanos tuvieron que emprender un asedio regular de la ciudad. La aparición de dos grandes ejércitos del enemigo terminó efectivamente con el asedio después de cuarenta días. Estas fueron las fuerzas de Asdrúbal Giscón y su yerno Sifax, que aparentemente no dudaron más. Su superioridad numérica (según la tradición transmitida por autores antiguos como Polibio y Livio, el ejército de Asdrúbal ascendía a más de 30 000 y el de Sifax al doble, pero estas cifras son consideradas como exageradas por los investigadores modernos) obligó a Escipión a retirarse a un promontorio no muy lejos de Útica, que más tarde se llamó Castra Cornelia. Fortificó el estrecho cuello de la tierra y estableció sus cuarteles de invierno, confiando en los suministros de trigo y ropa que le enviaban desde Sicilia, Cerdeña e Iberia. Asdrúbal y Sifax construyeron sus campamentos separados a cierta distancia de Castra Cornelia.